# 윌든

윌든의 위치

윌든(영어: Wealden)은 잉글랜드 이스트서식스주에 위치한 비도시 자치구로 중심 도시는 헤일셤이며 인구는 154,767명(2014년 기준), 면적은 835.0km2이다.